# АББ Арена
Стадион «АББ Арена» (швед. ABB Arena) — спортивное сооружение в Вестеросе, Швеция. Сооружение предназначено для проведения матчей по хоккею с мячом. Арену для домашних игр использует команда по хоккею с мячом «Вестерос». Трибуны спортивного комплекса вмещают 9000 зрителей.
Открыта арена в 2007 году. На арене проходили матчи чемпионата мира по хоккею с мячом 2009 года.
Инфраструктура: искусственный лёд, крыша.

## Информация
Адрес: Вестерос, Vasagatan, 69 (Västerås)